# Campeonato Mundial de Corta-Mato de 1973
O 1º Campeonato Mundial de Corta-Mato ocorreu em 17 de março de 1973, em Waregem, Bélgica. 

## Resultados

### Corrida Longa Masculina

#### Individual
| Medalha | Atleta           | País          | Tempo   |
| Ouro    | Pekka Päivärinta | Finlândia     | 35:46.0 |
| Prata   | Mariano Haro     | Espanha       | 35:46.5 |
| Bronze  | Rodney Dixon     | Nova Zelândia | 36:00.0 |

#### Equipas
| Medalha | Selecção        | Marca   |
| Ouro    | Bélgica         | 109 pts |
| Prata   | União Soviética | 119 pts |
| Bronze  | Nova Zelândia   | 136 pts |

### Corrida Júnior Masculina

#### Individual
| Medalha | Atleta        | País    | Tempo |
| Ouro    | Jim Brown     | Escócia | 20:25 |
| Prata   | Cisneros Haro | Espanha | 21:01 |
| Bronze  | Léon Schots   | Bélgica | 21:08 |

#### Equipas
| Medalha | Selecção   | Marca  |
| Ouro    | Espanha    | 18 pts |
| Prata   | Itália     | 22 pts |
| Bronze  | Inglaterra | 24 pts |

### Corrida Longa Feminina

#### Individual
| Medalha | Atleta               | País       | Tempo |
| Ouro    | Paola Pigni          | Itália     | 13:45 |
| Prata   | Joyce Smith          | Inglaterra | 13:58 |
| Bronze  | Joske Van Santberghe | Bélgica    | 14:01 |

#### Equipas
| Medalha | Selecção                                                                                            | Marca  |
| Ouro    | Inglaterra                                                                                          | 40 pts |
| Prata   | Finlândia · Sinikka Tyynelä (5ª) · Irja Pettinen (8ª) · Nina Holmén (10ª) · Aila Koivistoinen (50ª) | 73 pts |
| Bronze  | Estados Unidos                                                                                      | 90 pts |